# Gaetano Benedetti
Pour les articles homonymes, voir Benedetti.
Gaetano Benedetti, né le 7 juillet 1920 à Catane en Sicile et mort le 2 décembre 2013, est un psychiatre, psychothérapeute et psychanalyste italien.

## Biographie
Il a fait ses études médecine en Sicile, puis au Burghölzli à Zurich où il a effectué sa formation psychanalytique et psychiatrique, puis est allé aux États-Unis  pour se perfectionner dans l'approche psychanalytique des psychoses. Il est professeur à l'université de Bâle, en Allemagne et en Italie. 
Il a notamment collaboré avec Christian Müller pour la création en 1956 du symposium international sur la psychothérapie des schizophrénies . Gaetano Benedetti a également collaboré avec Pier Francesco Galli à la création de la collection de Feltrinelli "Biblioteca di Psichatria e Psicologia Clinica".
Il était le frère de l'entrepreneur Eugenio Benedetti, né en 1929.